# Eritrea ai Giochi paralimpici
L'Eritrea è presente ai Giochi paralimpici estivi dall'edizione che si tenne nel 2024 a Parigi, in cui partecipò inviando un atleta nella disciplina dell'atletica leggera paralimpica, il quale non ha ottenuto medaglie. Non ha mai partecipato ai Giochi paralimpici invernali.

## Medagliere

### Giochi paralimpici estivi
| Giochi      | Oro | Argento | Bronzo | Totale | Pos. |
| ----------- | --- | ------- | ------ | ------ | ---- |
| Parigi 2024 | 0   | 0       | 0      | 0      | -    |
| Totale      | 0   | 0       | 0      | 0      | 0    |